# تعلم نفسي حركي
التعلم النفسي الحركي (بالإنجليزية: Psychomotor learning)‏ هو العلاقة بين الوظائف المعرفية والحركة الجسدية. يتجلى التعلم النفسي الحركي من خلال المهارات الجسدية مثل الحركة، والتنسيق، والتلاعب، والبراعة، والنعمة، والقوة، والسرعة-الإجراءات التي توضح المهارات الحركية الدقيقة أو الإجمالية، مثل استخدام الأدوات أو الأدوات الدقيقة، والمشي. تعتبر الرياضة والرقص من أغنى مجالات المهارات الحركية النفسية.
تشمل الأمثلة السلوكية قيادة السيارة ورمي الكرة والعزف على آلة موسيقية. في أبحاث التعلم النفسي الحركي، يتم إيلاء الاهتمام لتعلم النشاط المنسق الذي يشمل الذراعين واليدين والأصابع والقدمين، بينما لا يتم التأكيد على العمليات اللفظية.